# 長野女王
長野女王（ながのじょおう、生没年不詳）は、平安時代初期の女官・皇族。系譜・位階は不明。
内教坊に女嬬として出仕していたが、同宿の同じく女嬬であった出雲家刀自女と謀り、にわかに寄宿した知人の船延福女を絞殺し、顔の皮を剥いで遺骸を宮の外に打ち捨てた。殺害動機は、船延福女の所有する僅かばかりの高級な衣服を見たことによる。この罪により、弘仁8年（817年）5月27日出雲家刀自女とともに伊豆国に流罪となった。